# Dobrado (gênero musical)
O Dobrado é um gênero musical brasileiro, derivado das marchas militares europeias. É uma peça musical escrita originalmente para acompanhar o deslocamento em marcha de militares, que no Brasil desenvolveu características próprias que originaram o gênero Dobrado, popularizando-se a partir da metade do século XIX. 
Os Dobrados são escritos para serem executados por uma banda de música formada pelo conjunto de instrumentos como madeiras, metais e percussão. Com a popularização das bandas de música em todo o interior do Brasil, o Dobrado se espalhou pelo país e tornou-se símbolo de comemoração, festa e solenidade nas cidades.
Posteriormente desenvolveram-se peças musicais destinadas a execução por orquestras, definindo o subgênero dobrado sinfônico.
São compostos geralmente em forma de homenagem para pessoas, datas, lugares ou comemorações.

## História

### Origem
A origem do gênero Dobrado são as marchas militares, principalmente as europeias, espanholas e americanas. Tem influência direta do pasodoble ou marcha redobrada espanhola, do pas-redoublé francês e do passodoppio italiano.
O nome do gênero tem sua origem na denominação do andamento das diferentes passadas dos desfiles militares. 
O Dobrado evoluiu da marcha militar tradicional, a fim de atender um maior percurso de deslocamento das tropas sem que tivesse que reiniciar a mesma marcha em um pequeno espaço percorrido. Procurando atender esta necessidade a forma da marcha militar foi alterada com uma dobra no numero de compassos de 16 para 32 compassos dentro de cada parte que compõem a forma tradicional deste tipo de composição.

### Primeiros anos
A composição registrada mais antiga é datada de 6 de Janeiro de 1877, levando-se assim à conclusão de que o gênero musical já se encontrava definido e difundido em diferentes regiões do país a partir da metade do século XIX. Este primeiro registro encontrado por pesquisas se refere ao Dobrado nº17, de autoria de José da Anunciação Pereira Leite, residente em Sergipe. Atualmente as partituras originais desta composição histórica encontram-se no acervo do Corpo Musical da Polícia Militar do Estado do Rio de Janeiro.

## Instrumentação
O Dobrado é escrito para ser executado por uma banda de música tradicional que abrange os seguintes instrumentos:

### Madeiras
- Flauta em Dó
- Flautim ou Piccolo em Dó (raro)
- Requinta em Mi bemol (raro)
- Clarinete em Si bemol
  - 1º Clarinete
  - 2º Clarinete
  - 3º Clarinete
  - 4º Clarinete (raro)
- Saxofones
  - Saxofone alto em Mi bemol
    - 1º sax alto
    - 2º Sax Alto
    - 3º sax alto (raro)

  - Saxofone tenor
    - 1º sax tenor
    - 2º sax tenor
    - 3º sax tenor (raro)

  - Saxofone barítono

### Metais
- Trompete
  - 1º trompete
  - 2º trompete
  - 3º trompete
  - 4º trompete (raro)
- Trombone
  - 1º trombone
  - 2º trombone
  - 3º trombone
  - 4º trombone (raro)
- Trombone de canto 
  - 1º trombone de canto, raramente 2º
- Bombardino
  - 1º bombardino, raramente 2º
- Trompa
- Saxhorn
- Tuba

### Percussão
- Caixa
- Bumbo
- Pratos

Muito raramente, outros instrumentos de percussão.

## Estrutura
Os Dobrados seguem basicamente uma mesma estrutura geral que é bastante recorrente, estruturando-se em três partes principais, diferentemente das marchas europeias que geralmente se estruturam em apenas duas partes. Apesar disso, há variações em diversas obras. Assim, podemos esquematizar:
1. (A) Primeira Parte
2. (B) Cheio (Forte)
3. (C) Trio

Nesse esquema, a estrutura formal do Dobrado inteiro geralmente apresenta as repetições de algumas partes, seguidamente ou intercaladamente.
A forma mais comum dos Dobrados segue a estrutura: Introdução - Seção A com repetição - Seção B (Cheio) - Seção C (Trio) - Seção A - Seção B (Cheio).
Dessa forma, a reexposição das seções A e B é muito comum.

### Introdução
Em dinâmica forte, abre a peça musical e apresenta normalmente linhas melódicas próximas à característica principal do cheio/forte (parte B). Tem normalmente de 4 a 16 compassos, raramente mais do que isso.

### Seção A - Primeira Parte
Apresenta a melodia principal, que normalmente fica marcada na música. Tem geralmente a duração de 32 compassos e geralmente é escrita em tonalidade menor.

### Seção B - Cheio
Sua característica fundamental é um solo dos instrumentos mais graves (baixos, trombones e bombardinos). Este solo, vibrante. grave e fortíssimo, é chamado de solo do baixo ou forte do baixo. É acompanhado por todos os instrumentos de percussão com forte marcação dos bombos e dos pratos e pela harmonia executada por trompetes, flautas e clarinetes, que, às vezes, executam harpejos, trinados e outras inventivas e curiosos ornamentos musicais.
Via de regra, o dobrado termina com esta parte, encerrando a execução de maneira forte e marcante.

### Seção C - Trio
Tem andamento ligeiramente mais lento do que as demais partes do Dobrado. Caracteriza-se também pela suavidade e doçura de sua linha melódica, executada com dinâmica próxima do pianíssimo. Tem arranjos e instrumentação peculiares, onde não faltam graves solos dos clarinetes, chorosos duetos e outros elementos influenciados por sentimentos difusos, fazendo-nos lembrar certa melancolia, encontrada também nas valsas e em outros gêneros nacionais ou nacionalizados.

## Compositores
Entre os principais compositores brasileiros de Dobrados, estão:
- Pedro Salgado - considerado o "Rei dos Dobrados"
- Antônio Manuel do Espírito Santo - Autor de várias composições militares tradicionais, utilizadas pelas Forças Armadas do Brasil até a atualidade.
- Francisco Braga
- Joaquim Antônio Naegele

## Composições mais populares
Os dobrados brasileiros mais conhecidos são de origem militar e têm sido executados nas escolas das forças armadas e nas corporações de polícia e bombeiros até a atualidade. São as composições mais populares as seguintes:

| Título da peça musical            | Compositor                       | Notas |
| --------------------------------- | -------------------------------- | --- |
| Dois Corações                     | Pedro Salgado                    | Peça mais popular, considerado o "Hino das bandas de música". |
| Canção do Marinheiro/Cisne Branco | Antônio Manuel do Espírito Santo | Hino da Marinha do Brasil. |
| Canção do Exército/Capitão Caçula | Teófilo de Magalhães.            | Hino do Exército Brasileiro. |
| Paris Belfort/Hino 9 de Julho     | Antonin-Xavier Farigoul          | Popularizada no Brasil por ter sido usada de música de fundo da transmissão da Rádio Record de São Paulo ao noticiar os assuntos relacionados a Revolução Constitucionalista de 1932. |
| Saudade de Minha Terra            | Luiz Evaristo Bastos             | Possui uma versão com letra em homenagem aos membros da Cavalaria. Há grande divergência quanto ao autor deste dobrado, também sendo indicado por vezes como de autoria de Isidoro de Castro |
| Coração de Mãe                    | Pedro Salgado                    | Popularizado devido à fama do autor de "Dois Corações". |
| Quarto Centenário                 | Mario Zan                        | A versão mais popular é tocada na sanfona. Foi composta em homenagem aos 400 anos da cidade de São Paulo, em 1954. |
| Canção do Expedicionário          | Spartaco Rossi                   | Popularizada na época da Segunda Guerra Mundial. |
| Batista de Melo                   | Manuel Alves Leite               | Composto provavelmente entre 1890 e 1896. A autoria desta peça musical é muitas vezes erroneamente indicada como sendo de Matias de Almeida, porém este era apenas um copista que assinava as suas cópias de partituras. Equivocadamente também circula a história de que esta música teria sido feita para homenagear um Senador/Deputado, porém o Sr. Batista de Melo, homenageado pela composição, na verdade era uma personalidade importante do interior de Minas Gerais, o qual não se tem registros históricos.    |
| Coração de Mãe                    | Pedro Salgado                    | Bastante popular entre bandas de música militar e civil. Melodia marcante e bonita. |
| 182                               | Antônio Manuel do Espírito Santo | Composição de difícil execução instrumental e melodia bastante marcada. Possui frases melódicas de rápida execução e notas de curta duração. Seus contracantos executados pelos instrumentos de timbre agudo dão um fraseado bonito e variado, |
| Quatro Tenentes                   | José Machado dos Santos          | Composição feita provavelmente em 1936, apesar de registros documentais escassos. Ficou conhecido também pela paródia: “Só bebo Coca-Cola com Ron Montilla”. Em 28/02/1935 foi promovido ao Posto de 2º Tenente-Regente da Banda de Música da Policia Militar. A promoção foi intensamente comemorada com mais três colegas: José dos Santos Graça, José Batista dos Anjos e José de Oliva Freire, que, juntamente com o autor José Machado dos Santos formam o quarteto de Josés, Tenentes homenageados pela composição. |
| Academia Militar                  | Joaquim Pereira de Oliveira      | O compositor foi maestro, compositor, arranjador e músico militar de carreira. |
| Quatro dias de viagem             | Antônio Manuel do Espírito Santo | Gravado pela Banda do regimento de Fuzileiros Navais do Rio de Janeiro em 1926. |
| Sargento Caveira                  | Antônio Manuel do Espírito Santo | Composição provável entre os anos 1901 e 1905. |
| Barão do Rio Branco               | Francisco Braga                  | Composto em 1904 pelo mesmo compositor, regente e maestro brasileiro que escreveu a música do Hino à Bandeira do Brasil um ano depois, em 1905. A obra tem as características marcantes do maestro Franciso Braga, de formação francesa, com leveza técnica na execução. |
| Último Adeus (Dobrado nº 222)     | Antônio Manuel do Espírito Santo | Manuscritos digitalizados e guardados na Biblioteca Nacional. |
| O Guarani                         | Autor desconhecido               | Adereço-fragmento da Protofonia "O Guarani" de Antônio Carlos Gomes. |
| Os Flagelados                     | Joaquim Pereira de Oliveira      | - |
| Archanjo Soares do Nascimento     | Luiz Fernando da Costa           | Popularizado pela distribuição de livros de partituras pela SECULT. |
| Silvino Rodrigues                 | Mario Zan                        | Popular pelo nome do autor, compositor brasileiro e sanfoneiro. |

## Letra
O Dobrado é composto originalmente como uma música instrumental, sem letra e sem a finalidade de ser cantado. Alguns hinos e canções militares foram compostos com letra, para serem cantados pelos soldados em marcha.
Também, com o passar dos anos, várias músicas do gênero receberam letras adaptadas às suas melodias, tornando-se então hinos e canções.
Alguns dobrados que possuem letra são:
| Título da Música                                            | Compositor                       | Letrista                  | Gravação mais popular | Nota |
| ----------------------------------------------------------- | -------------------------------- | ------------------------- | --------------------- | --- |
| 220 Avante Camaradas                                        | Antônio Manuel do Espírito Santo | Desconhecido              | Inezita Barroso       | Cantado em marcha pelos soldados "Pracinhas" da Força Expedicionária Brasileira no Rio de Janeiro antes de embarcarem para a Itália para atuar na Segunda Guerra Mundial. |
| Sargento Calhau (ou) Cisne Branco (ou) Canção do Marinheiro | Antônio Manuel do Espírito Santo | Benedito Xavier de Macedo | Dalva de Oliveira     | Foi composta originalmente com o nome de Sargento Calhau, em homenagem a um amigo do compositor. Anos depois da morte do compositor a música recebeu a letra, um poema do 1º tenente da Marinha, Benedito Xavier de Macedo, passando a se chamar então Canção do Marinheiro ou Cisne Branco (este último em homenagem ao navio brasileiro NVe Cisne Branco (U-20)). A letra também é reivindicada como sendo de autoria de Francisco Dias Ribeiro, porém sem comprovação. É considerada atualmente o Hino da Marinha Brasileira, embora não tenha sido oficializado por nenhum ato. Possui um grande trecho assoviado que é uma marca característica. |
| Capitão Caçula Canção do Exército                           | Teófilo de Magalhães             | Alberto Augusto Martins   | Exército Brasileiro   | Seu título por vezes é grafado Capitão Caçulo. É o Hino do Exército Brasileiro. |
| Fibra de Herói                                              | César Guerra-Peixe               | Teófilo de Barros Filho   | Exército Brasileiro   | Hino composto em 1942 para um programa de rádio e, depois de gravado, foi oficialmente adotado nas escolas públicas da Guanabara e outros estados. É uma canção militar atualmente, sendo cantada em várias repartições das Forças Armadas do Brasil. |
| Saudades de Minha Terra (ou) Soldados, A cavalaria          | Sgt. Luiz Evaristo Bastos        | Desconhecido              | Cavalaria             | Este dobrado foi composto em homenagem a cidade de São Gabriel, terra natal do Sgt. Luiz Evaristo Bastos, que já estava judiado pelas saudades de casa. Na década de 20, os cadetes de Cavalaria da velha Escola Militar do Realengo adaptam uma letra ao dobrado e ficou conhecida como a canção "Soldados, a cavalaria", que é cantada pelas tropas de cavalaria, quando se deslocam a pé. |
| Quatro Tenentes (ou) Audaz comunicante                      | José Machado dos Santos          | Desconhecido              | Arma de comunicações  | José Machado dos Santos compôs o dobrado Quatro Tenentes em forma de comemorar sua promoção ao posto de segundo tenente, juntamente com seus companheiros: José dos Santos Graça, José Batista dos Anjos, José de Oliva Freire. Anos mais tarde o dobrado Quatro tenentes recebeu uma letra adaptada e também passou a ser conhecido como "Audaz comunicante", canção da arma de comunicação do exercito brasileiro. |
| Batista de Melo (ou) Somos de Artilharia                    | Matias de Almeida                | Desconhecidos             |                       | Foi composto a pedido do então Senador da Republica Joaquim Batista de Melo. É um dos dobrados mais tocados em eventos militares e atualmente conta com algumas versões adaptadas com letra que são pouco conhecidas, as mais relevantes são destinadas as armas de Infantaria e Intendência. |
| 1° Grupo de Aviação Embarcada                               | João Nascimento                  | Maj-AV Jaime Rodrigues    |                       | A letra foi escrita pelo então Major da FAB Jaime Rodrigues Sanchez em resposta a um desafio feito pelo Tenente-Brigadeiro Rodolfo Becker Reifschneider, em 1984, a todos os Cardeais (apelido dado aos pilotos da aeronave de patrulha P-16, por usarem macacão laranja e boné vermelho, semelhantes a um Cardeal do Vaticano). |